# Perigea impura
Perigea impura är en fjärilsart som beskrevs av Köhler 1979. Perigea impura ingår i släktet Perigea och familjen nattflyn. Inga underarter finns listade i Catalogue of Life.